# Javier Cidoncha
Javier Cidoncha (Madrid, 11 de diciembre de 1998) Entre sus principales trabajos destacan series como MIR, Génesis y Cuenta atrás, aunque fue en la serie El internado donde saltó a la fama. También ha trabajado en el cine bajo las órdenes de directores como Emilio Aragón Álvarez y Pedro Almodóvar entre otros. Su último trabajo ha sido el cortometraje Método inocente del director Pedro Pérez.

## Filmografía

### Televisión
- 2006: Hospital central - Como Jaime (episódico) (1 capítulo).
- 2007 - 2009: MIR - Como Pablo (secundario) (10 capítulos).
- 2007: Génesis, en la mente del asesino - Como Boris (episódico) (1 capítulo).
- 2008: Cuenta atrás - Como Juanma (episódico) (1 capítulo).
- 2008 - 2010: El internado - Como Lucas Moreno (principal) (48 capítulos) / Mateo Tabuenca de niño, episódico
- 2010: Alfonso, el príncipe maldito - Como Juan Carlos I joven (tv-movie).
- 2013: El don de Alba - Como Mario (secundario) (5 capítulos).
- 2014: El rey - Como  Alfonso de Borbón. (secundario)
- 2015: Víctor Ros - Como Víctor Ros de niño (episódico)(1 capítulo)
- 2015: La española inglesa - Ricardo de Niño (Tv-Movie)
- 2016: El Caso: Crónica de sucesos - Como Josito (episódico)
- 2017: Centro médico (1 capítulo)

### Películas
- Asterix en los juegos olímpicos (2007), Como Efant Gaulois.
- Pájaros de papel (2010), Como Rafa.
- Amigos... (2011), Como Nacho 9.
- Los amantes pasajeros (2013), Hijo Alex (voz).
- Torrente 5: Operación Eurovegas (2014), Como Hermano pequeño de Torrente

### Cortometrajes
- Voice Over (2011), Como Boy.
- Despierta (2012)
- Metodo inocente (2013), Como Alejandro.
- Irina (2016), Como Javi.